# Вулиця Володимира Савченка (Бровари)
Ву́лиця Володи́мира Са́вченка — вулиця в місті Бровари Київської області.

## Опис
Вулиця має протяжність 320 метрів. Забудова — приватна садибна, усього близько 16-ти садиб. Приватна забудова розміщена лише з непарного боку вулиці (ліворуч). З парного боку розташована багатоквартирна та інша забудова, що має приналежність до вулиці Лагунової та бульвару Незалежності. Ще один багатоквартирний будинок розміщений по бульвару Незалежності з непарного боку вулиці, у її кінці.

## Розміщення
Вулиця розміщена у місцевості Масив. Починається від вулиці Лагунової, закінчується бульваром Незалежності. Вулицю Володимира Савченка не перетинає та до неї не примикає жодна вулиця, окрім як на початку та у кінці.

## Історія
До 1977 року мала назву 25-та Нова. Із 14 березня 1956 року по 25 грудня 2015 року вулиця називалась Бєлінського — на честь Віссаріона Бєлінського або більшовицького солдата Чеслава Белінського. Сучасна назва — на честь Володимира Савченка, українського військового діяча, полковника Армії УНР.